# Endla raba
Endla raba är en mosse i Estland.   Den ligger i landskapet Jõgevamaa, i den centrala delen av landet, 100 km sydost om huvudstaden Tallinn. Endla raba ligger vid sjön Endla järv.